# Hiệp hội Sinh thái học Nhật Bản

Hiệp hội Sinh thái học Nhật Bản (tiếng Nhật:日本生態学会-にほんせいたいがっかい-nihonseidaigakkai; tiếng Anh: Ecological Society of Japan- ESJ), là một tổ chức nghề nghiệp về sinh thái học của Nhật Bản được thành lập năm 1953.

## Ấn phẩm
- Tạp chí sinh thái học Nhật Bản 日本生態学会誌 (?) (tạp chí). Phát hành vào tháng 2, 7 và 11.
- Nghiên cứu sinh thái (tiếng Anh:Ecological Research). Phát hành vào tháng lẻ.
- Nghiên cứu bảo tồn hệ sinh thái 保全生態学研究 (?). Phát hành tháng 5 và 11.